# Иванов, Сергей Алексеевич (Герой Советского Союза)
Сергей Алексеевич Иванов (1 (13) июля 1897 года, Москва — 13 января 1953 года, там же) — советский военачальник, участник Великой Отечественной войны. Герой Советского Союза (23.09.1944). Генерал-майор танковых войск (7.06.1943).

## Начальная биография
Сергей Алексеевич Иванов родился 1 (13) июля 1897 года в Москве.
В 1909 году окончил начальное училище, после чего работал слесарем на механическом заводе.

## Военная служба

### Первая мировая и гражданская войны
В мае 1916 года был призван в ряды Русской императорской армии. С мая 1916 по октябрь 1917 года в чине рядового служил разведчиком при 11-м легкомортирном артиллерийском дивизионе на Румынском фронте, а с октября 1917 года — при 1-й Московской запасной артиллерийской бригаде. В марте 1918 года был демобилизован.
В июне 1918 года был призван в ряды РККА и был назначен на должность старшего разведчика в 1-ю Московскую батарею. В августе того же года батарея была передислоцирована на Южный фронт, где Иванов принимал участие в боях против войск под командованием генерала А. И. Деникина. В декабре 1918 года попал в плен, из которого вскоре бежал.
С января 1919 года проходил обучение учёбе в артиллерийской школе Южного фронта в селе Чертовицкое Воронежской губернии, по окончании которой в июле того же года был назначен на должность командира артиллерийского взвода 1-го легкого артиллерийского дивизиона 14-й стрелковой дивизии. В декабре 1919 года заболел тифом и до апреля 1920 года находился на излечении в Тамбове и Москве. По выздоровлении состоял в запасе при 1-й Московской запасной артиллерийской бригаде.
В июне был направлен на должность командира взвода в распоряжение 15-й армии, которая в составе Западного фронта принимала участие в советско-польской войне.

### Межвоенное время
С января 1921 года служил в составе 5-й стрелковой дивизии на должностях командира взвода и начальника связи батареи артиллерийского дивизиона дивизии, а также командира батареи 13-го стрелкового полка. Принимал участие в борьбе с бандитизмом в Витебской губернии. С октября 1927 по август 1928 года проходил обучение на артиллерийских Курсах усовершенствования командного состава в городе Детское Село, по окончании которых вернулся в полк на прежнюю должность.
В мае 1929 года был назначен на должность командира артиллерийского дивизиона 10-го стрелкового полка (4-я стрелковая дивизия), а в ноябре 1931 года — на должность начальника штаба 5-го Полоцкого зенитно-артиллерийского полка (Белорусский военный округ).
С февраля 1933 года проходил обучение в Военной академии механизации и моторизации РККА имени И. В. Сталина, по окончании которой в июне 1937 года был назначен на должность начальника штаба 17-й механизированной бригады
В мае 1938 года был назначен на должность начальника 1-го отделения Управления автобронетанковых войск Киевского Особого военного округа, в июне 1938 — на должность заместителя начальника 2-го отдела в Управлении автобронетанковых войск РККА.
С августа 1940 года был слушателем курсов при Академии Генерального штаба РККА имени К. Е. Ворошилова, которые окончил в 1941 году.

### Великая Отечественная война
В июле 1941 года Иванов был назначен на должность командира 108-й танковой дивизии, воевавшей в 50-й армии на Брянском и Западном фронтах. В районе Трубчевска дивизия, находясь в составе маневренной группы Брянского фронта, уничтожила 79 танков 17-й танковой дивизии противника. В октябре 1941 года в ходе Орловско-Брянской операции 108-я танковая дивизия под командованием Иванова попала в окружение, где в течение шести дней вела оборонительные бои, в ходе которых Иванов смог организовать выход дивизии из окружения, сохранив её в полном составе. Вскоре дивизия в составе 50-й армии участвовала в обороне Тулы, одновременно Иванов являлся начальником гарнизона Тулы. Дивизия под его командованием принимала участие в Тульской и Калужской наступательных операциях, в ходе которых были освобождены города Венёв, Сталиногорск и Калуга.
В январе 1942 года был назначен на должность заместителя начальника Управления военно-учебных заведений Главного автобронетанкового управления Красной Армии, в августе 1942 года — на должность заместителя начальника управления автобронетанкового управления Воронежского фронта по боевому использованию танковых войск. С апреля 1943 года — на должность командующего бронетанковыми и механизированными войсками 40-й армии Воронежского фронта. Находясь на этих постах, участвовал в Воронежско-Ворошиловградской оборонительной, Острогожско-Россошанской, Воронежско-Касторненской, Белгородско-Харьковской наступательных операциях и в битве за Днепр.
В декабре 1943 года был назначен на должность командира 7-го гвардейского танкового корпуса 3-й гвардейской танковой армии, который участвовал в Проскуровско-Черновицкой операции.
Особенно отличился в ходе Львовско-Сандомирской наступательной операции, где корпуса и армия действовали в составе 1-го Украинского фронта. Умело организовал боевые действия корпуса, который после ввода в прорыв прошёл с боями на запад около 200 километров, освободил сотни населённых пунктов, и 27 июля 1944 года наряду с другими воинскими формированиями освободил Львов. В боях на подступах к Львову генерал Иванов был тяжело ранен.
Указом Президиума Верховного Совета СССР от 23 сентября 1944 года за умелое руководство соединениями и проявленные при этом личное мужество и героизм гвардии генерал-майору танковых войск Сергею Алексеевичу Иванову присвоено звание Героя Советского Союза с вручением ордена Ленина и медали «Золотая Звезда».
Вернулся в строй только в октябре 1944 года. В дальнейшем во главе этого же корпуса участвовал в Висло-Одерской и Нижнесилезской операциях, в том числе в освобождении городов Житомир, Ченстохов, Велюнь, Питшен, Ландсберг, Бунцлау и Гольдберг. За эти операции корпус был награждён орденами Красного Знамени и Суворова 2-й степени.
С апреля 1945 года находился на лечении в госпитале.

### Послевоенная карьера
В декабре 1945 года генерал-майор танковых войск Сергей Алексеевич Иванов вышел в запас по болезни. Жил в Москве. Умер 13 января 1953 года. Похоронен на Преображенском кладбище (участок 48).

## Награды
- Медаль «Золотая Звезда» Героя Советского Союза 23.09.1944);
- три ордена Ленина (10.01.1944, 23.09.1944, 21.02.1945);
- два ордена Красного Знамени (19.12.1942, 3.11.1944);
- два ордена Суворова 2-й степени (21.02.1945, 6.04.1945);
- орден Кутузова 2-й степени (29.05.1945);
- два ордена Красной Звезды (23.02.1938, 1943);
- медаль «За оборону Москвы»;
- другие медали;

Награды Польша
- Орден «Крест Грюнвальда» 3-й степени
- Орден «Virtuti Militari» 3-й степени
- Медаль «За Одру, Нису и Балтику»